# Miranda Graf
Miranda Graf (* 1. Juni 1969) ist die erste Einzelweltmeisterin im Minigolf.

## Leben
Miranda Graf gehörte als Mitglied des Schweizer Nationalkaders mehrere Jahre zur Weltspitze im Minigolf. Ihr größter Erfolg war 1991 der Titelgewinn bei den Damen an den ersten Minigolf-Weltmeisterschaften in Oslo. An den Europameisterschaften in Grenchen im folgenden Jahr erreichte sie den dritten Rang. Weitere Medaillen an internationalen Titelkämpfen eroberte sie mit der Damenmannschaft (2. 1992 in Grenchen, 3. 1991 in Oslo und 1993 in Göteborg). Daneben gewann sie mehrere Schweizer Meistertitel in den Kategorien Juniorinnen und Damen sowie zahlreiche Einzelturniere.
Miranda Graf ist Mitglied des Minigolf-Clubs Ascona.
Nach Miranda Graf wurde 1991 erstmals ein Minigolfball benannt, was in der Folge Schule machte, sodass heute viele Bälle nach internationalen und nationalen Titelträgern benannt sind.